# Edmund Maria Josef Artz von und zu Vasegg

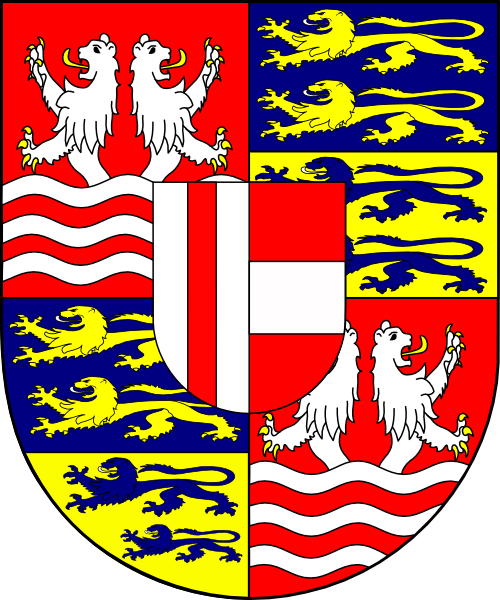
Bischöfliches Wappen

Edmund Maria Josef Artz von und zu Vasegg (* 12. Mai 1739 in Einsberg in Südtirol; † 3. Mai 1805) war römisch-katholischer Weihbischof in der Erzdiözese Wien.

## Leben
Er empfing am 1. September 1765 die Diakonen- und am 22. Februar 1766 die Priesterweihe für das Erzbistum Trient. Am 28. September 1778 wurde er zum Weihbischof in Wien und Titularbischof von Teos ernannt. Die Bischofsweihe spendete ihm am 13. Dezember desselben Jahres der Wiener Erzbischof Christoph Anton von Migazzi.
Er blieb Weihbischof der Erzdiözese bis zu seinem Tod am 3. Mai 1805.